# 5 терапия
«5 терапия» (укр. 5 терапія) — социальный фильм основан на серии автобиографических новелл одесского поэта Стаса Домбровского.

## Сюжет
Автором идеи фильма и исполнителем главной роли стал Стас Домбровский — одесский поэт, журналист, актер и общественный деятель. В фильме он играл сам себя.
В 17 лет Стас узнал что болен ВИЧ. Эта новость усугубило его состояние, он будучи наркозависимым, стал еще больше употреблять наркотики.
Он опустился на самое дно, нарушая закон, оказался в тюрьме, имея сразу несколько тяжелых заболеваний, таких как (ВИЧ, гепатит и туберкулез). Стаса перевели в больницу. Там его определили в палату, называемую «пятая терапия», известную тем, что туда определяли самых тяжелых пациентов. Вскоре его освободили из места заключения, по состоянию здоровья, на полтора года раньше срока.
Домбровский обретает новый смысл помогая другим. Он понял что больше всего на свете он хочет просто жить. Постепенно он начинает новую жизнь, и помогает девушке, которую любит, выйти из наркотической зависимости.
Слоган фильма: «Упасть на самое дно, чтобы от него оттолкнуться…»

## Исполнитель главной роли
Стас Домбровский провел в местах лишения свободы более 10 лет. Ранее наркозависимый и тяжелобольной. Сейчас Стас Домбровский занимается общественной, творческой и журналистской деятельностью. Общественная деятельность заключается в активной политической и общественной позициях, а также борьбе с распространением наркомании и ВИЧ/СПИД заболеваемостью. Стас Домбровский издал свой сборник стихотворений. Стихи Домбровского характеризуются наличием нецензурной лексики, и как отмечают некоторые его поклонники — искренностью.

## Режиссёр
Алиса Павловская, известная нестандартным подходом к съёмке фильмов. Меньшее количество грима делает фильм более реалистичным.
«5 терапия» — это не первый фильм который она сняла подобным образом, также в 2013 году был показан фильм «Не хочу умирать», который также получил хорошие отзывы кинокритиков. По словам Алиcы Павловской, ее фильмы независимы за счет того, что бюджет для съемок она, вместе со своей съемочной группой, ищет сама.

## В ролях
- Стас Домбровский — играет самого себя
- Виктор Бревис
- Юрий Дьяченко
- Алина Путишина
- Соня Кулагина
- Алена Дашевская

## Интересные факты
- Большинство актеров в фильме играли сами себя.
- Названия фильма происходит от названия палаты в которую был помещен Стас Домбровский. По его словам, туда переводили тех кто умирал.
- 5 терапия — независимый фильм, средства на его съемку предоставляют простые люди.[значимость факта?]
- Закрытый показ фильма «5 терапия», был произведен для студентов ОНУ им. И. И. Мечникова 1 декабря 2017 года, в день солидарности с больными ВИЧ/СПИД[5].

## Награды
- Фильм «5 терапия» стал победителем конкурса Work in Progress в рамках VII Одесского международного кинофестиваля[11].
- Фильм отметили специальным призом Южно-Американской ассоциации католиков на Международном кинофестивале в Мар-дель-Плати (Аргентина)[12].